# Roger Pessidous
Roger Pessidous, né le 23 février 1933 à Mont-de-Marsan, est un général d'armée de l'Armée de l'air française désormais à la retraite. Il reste très impliqué dans l'aviation légère.

## Biographie
Ingénieur et pilote de chasse diplômé de l'École de l'air (promotion 1952) (l'école vient de s'installer à Salon-de-Provence), il commence sa carrière en 1954 au grade de lieutenant, en formation au Canada au sein de l'escadron Penhold, Alberta du 18 juillet 1954 au 2 avril 1955 sur North American T-6 Texan puis à Portage la Prairie, Manitoba sur Lockheed T-33 Shooting Star. En 1962, il accède au grade de capitaine et devient commandant en second de l'escadron de chasse 3/5 Comtat Venaissin à Oran (Algérie française), sur North American T-28 Trojan avec pour surnom " Le Pes ". Le 16 janvier 1964, il devient commandant de l'escadron de chasse 2/5 Île-de-France sur Dassault Super Mystère B2. En juin 1967, lors d'une mission spéciale, il intercepte à bord d'un Mirage IIIE équipé d'un moteur-fusée SEPR effectuant un vol « Zoom climb » un Lockheed U-2 de reconnaissance américain qui devait photographier les sites nucléaire français.
Il devient commandant de l'escadron 3/2 Alsace, à la base aérienne 102 Dijon-Longvic sur Mirage IIIE en 1968, il commande à partir du 15 septembre 1969 la 2e escadre de chasse toujours à la base aérienne 102 Dijon-Longvic avant d'être muté à la base aérienne 110 Creil de 1976 à 1978. Devenu général en 1981, il est nommé commandant en second de la défense aérienne en 1983, puis directeur du centre d'études stratégiques aérospatiales en 1985. Le 14 octobre 1988, il est nommé commandant des forces aériennes tactiques (FATac) alors qu'il en visite au 1st TFW à la base aérienne de Langley avant d'accéder au grade de général d'armée aérienne en 1990.
Après avoir quitté l'armée de l'air, il est nommé PDG de l'Office français d'exportation de matériels aéronautiques (aujourd'hui Sofema) en 1988, fonction qu'il est contraint d'abandonner en démissionnant le 26 octobre 1993. En 1997, il devient administrateur à Air France. Sa carrière se poursuit ensuite dans la vie associative aéronautique comme président de l'association « Les Ailes brisées » de 1992 à 2005 (devenu depuis président d'honneur), président de l'Association nationale des pilotes instructeurs en 2004 et vice-président de l'Institut pour l'amélioration de la sécurité aérienne.
Parallèlement, il est pilote à l'aéroclub de Megève, instructeur vol moteur à l'aéroclub de Saint-Tropez et instructeur ultra-léger motorisé dans le Var.